# U 878
U 878 war ein U-Boot vom Typ IX C/40, das von der Kriegsmarine während des Zweiten Weltkriegs im Nordatlantik  eingesetzt wurde.

## Technische Daten
Bereits seit 1934 war die Deschimag AG Weser am Aufbau der deutschen U-Bootflotte beteiligt. Ursprünglich für den Bau von Booten des großen und bei Dönitz wenig geschätzten Typs I A vorgesehen, stellte die Werft – zusätzlich zu zwei Booten dieser Klasse – bis 1937 sechs Boote des kleineren Typs VII her. Bereits während dieser Zeit wurde die Werft mit dem Bau von Booten des größeren Typs IX beauftragt, auf dessen Herstellung die Deschimag Werft sich schließlich spezialisierte und von dem bis Kriegsende 113 Stück an die Kriegsmarine ausgeliefert wurden. Der für den Übersee-Einsatz konzipierte Typ IX C/40 war ein Zwei-Hüllenboot, das 76 m lang war und einen Durchmesser von 6,84 m hatte. Es erreichte bei Überwasserfahrt eine Geschwindigkeit von 18,3 kn und fuhr unter Wasser maximal 7,5 kn.
Das Boot wurde am 14. April 1944 durch Kapitänleutnant Johannes Rodig in Dienst gestellt und zur Ausbildung in die Ostsee überführt. Kommandant Rodig hatte zuvor als Wachoffizier auf Zerstörern gedient und seine U-Bootausbildung im Jahr 1943 absolviert. U 878 war sein erstes U-Bootkommando.
Wie die meisten deutschen U-Boote seiner Zeit verfügte auch U 878 über ein bootspezifisches Zeichen, das am Turm geführt wurde. Es handelte sich um die Rückansicht eines stilisierten Kaninchens hinter Käfigdraht.

## Einsatz und Geschichte
U 878 war bis Januar 1945 der 4. U-Flottille unterstellt. In dieser Zeit unternahm Kommandant Rodig Ausbildungsfahrten in der Ostsee zum Einfahren des Bootes und zur Ausbildung der Besatzung. 
Am 30. Januar 1945 lief das Boot von Kiel aus zu seiner ersten Unternehmung aus. Diese führte das Boot zunächst nach Horten und von dort nach Saint-Nazaire. U 878 brachte Ende März Versorgungsgüter in die von den alliierten Truppen eingeschlossenen französische Hafenstadt, die von der Wehrmacht zur sogenannten „Festung“ erklärt worden war. Am 6. April lief das Boot wieder aus Saint-Nazaire aus.    

### Versenkung
U 878 wurde am 10. April 1945 südwestlich von Irland durch den britischen Zerstörer HMS Vanquisher mit Wasserbomben versenkt. Alle 51 Besatzungsmitglieder starben bei der Versenkung.